# Toba volcánica de Fish Canyon

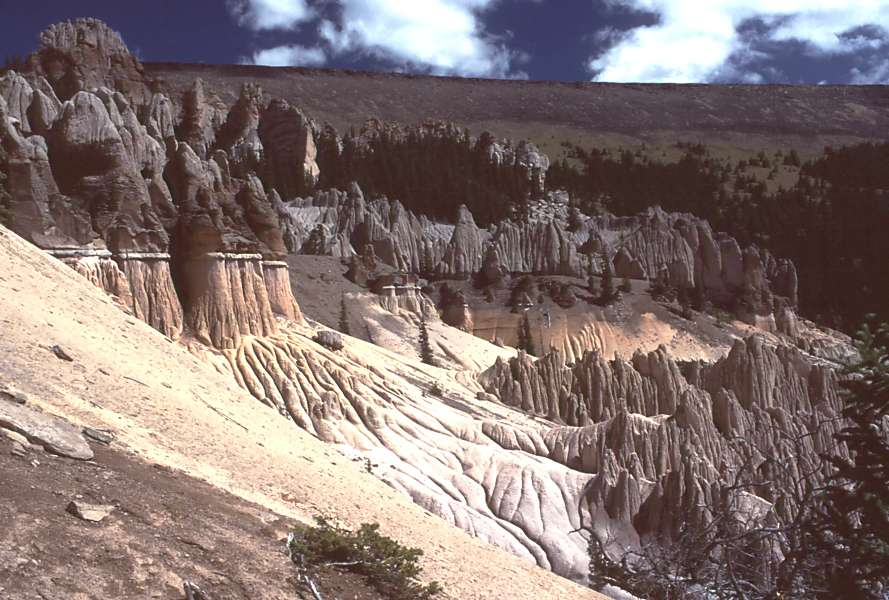
Ignimbritas de la toba de Fish Canyon.

La toba volcánica de Fish Canyon es un gran depósito de flujo de cenizas volcánicas como resultado de una de las mayores erupciones explosivas conocidas en la Tierra, que se estima en 5000 kilómetros cúbicos. (ver Lista de las mayores explosiones volcánicas) La erupción se centró en la caldera de La Garita, en el suroeste de Colorado (EE. UU.). El depósito volcánico se produjo con seguridad debido a una única erupción, dada su gran homogeneidad química: SiO2= 67.5-68.5% de su masa (dacita), matriz 75-76% (riolita) y contenido consistente de fenocristales (35-50%) y composición (los fenocristales primarios son de plagioclasa, sanidina, cuarzo, biotita, hornblenda, esfena, apatita, zircón y óxidos de Fe-Ti). 
Esta toba y la caldera de la que procede son parte del campo volcánico de San Juan y del evento ignimbrítico del Terciario medio.